# Deportivo Anzoátegui Sport Club (femenino)
El Deportivo Anzoátegui S.C del Fútbol femenino es un equipo de fútbol profesional venezolano a nivel femenino y actualmente participa en la Superliga Femenina Fútbol (Venezuela), liga equivalente a la máxima división del fútbol femenino en Venezuela.

## Historia
El club fue fundado en el año 2002 por el Lic. Juan Pereira.

## Escudo
El escudo del Deportivo Anzoátegui reproduce los colores del equipo (amarillo y rojo), arriba a la izquierda se identifica la forma geográfica del Estado Anzoátegui. En el centro, de forma diagonal dice las iniciales del club (DANZ) que significan Deportivo Anzoátegui y más abajo dice el año en que se fundó el club (2002).

## Uniforme
Desde la fundación del club en el año 2002 el uniforme es aurirrojo, uniforme elegido porque todas las disciplinas deportivas en el Estado Anzoátegui son representadas con esos colores, y así elige ser identificado el club. Desde la temporada 2002/2003 la marca proveedora era Manita (2002-2006) y Kiu-Kak (2006-2008). Para la temporada 2008/2009 se cambia por Mitre marca reconocida a nivel internacional. En la temporada 2010/2011 cambia de marca patrocinante y empieza ser vestido por Skyros.
- Uniforme Titular: Camiseta roja, pantalón rojo y medias rojas.
- Uniforme Alternativo: Camiseta blanca, pantalón blanco y medias blancas.
- Tercer Uniforme: Camiseta gris, pantalón gris y medias grises.

### Evolución
| 2002-2003 | 2003-2004 | 2004-2007 | 2007      | 2008        |  |
| 2009      | 2010-2012 | 2012-2014 | 2014-2016 | 2017-Actual |  |

## Estadio
El Estadio General José Antonio Anzoátegui, también conocido como Estadio Olímpico Luis Ramos, es el estadio sede de los partidos como local del Deportivo Anzoátegui. Ubicado en Puerto La Cruz, Venezuela, cuenta con capacidad para 37.485 espectadores.
El estadio de fútbol posee en sus diversos niveles un sistema de circuito cerrado, cámaras de seguridad y vigilancia, 2 módulos policiales en las inmediaciones, 4 vestuarios para fútbol, 4 oficinas temporales, una oficina para la Federación Venezolana de Fútbol, y otra para la FIFA, sala de control antidopaje, 2 vestuarios para atletismo, capilla, gimnasio, un auditorio para 200 personas, 8 expendios, de comida, sala de control de acceso, enfermería, una terraza para la ubicación de Cámaras de Televisión, Restaurante y Bar VIP, 4 ascensores, 24 cabinas de transmisión.
En este escenario se jugaron los siguientes partidos de la Copa América 2007:
México 0-0 Chile (fase de grupos)
Brasil 1-0 Ecuador (fase de grupos)
Chile 1-6 Brasil (cuartos de final)
También se disputaron los partidos del hexagonal final del Campeonato Sudamericano Sub-20 de 2009 donde por primera vez una selección venezolana se clasificó a un mundial FIFA.

## Fanaticada

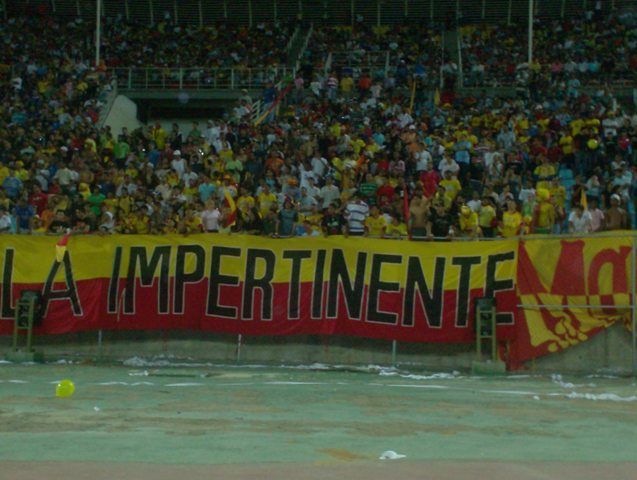
Fanáticos del Deportivo Anzoategui.

La fanaticada del Deportivo Anzoátegui es muy consecuente en los partidos del Aurirrojo, el arraigo hacia el club creció notoriamente a partir de su ascenso a la Primera División Venezolana en 2007 a nivel masculino y de la remodelación del Estadio José Antonio Anzoátegui, antiguo Estadio Luis Ramos. El récord de asistencia es de más de 30.000 espectadores, para el partido debut del club en la Primera División Venezolana en el cual enfrentaba al Unión Atlético Maracaibo.
Actualmente se cuenta con la barra La Impertinente. Esta barra se ubica en las Grada Norte del Estadio José Antonio Anzoátegui. La barra anzoatiguense siempre horas antes de los juegos del club se reúne en la plaza del estadio que se ubica detrás de su grada. La Impertinente también está presente en los partidos de La Vinotinto y es una de las más fieles de Venezuela.

## Actual Directiva 2016
| Cargo             | Nombre         |
| ----------------- | -------------- |
| Presidente        | Carlos Silva   |
| Director técnico  | Miguel Gamardo |
| Asistente técnico | Milbin Gamardo |
| Preparador físico | ?              |
| Utilero           | ?              |
| Fisioterapeuta    | ?              |

## Palmarés
- Liga Nacional de Fútbol Femenino de Venezuela (0):

- Copa Venezuela de Fútbol Femenino (0):